# Peer Steinbrück
Peer Steinbrück (Amburgo, 10 gennaio 1947) è un ex politico tedesco.
Dal 2002 al 2005 è stato ministro presidente della regione Renania Settentrionale-Vestfalia. Dal 2005 al 2009 è stato Ministro federale delle Finanze tedesco nel gabinetto di Angela Merkel.
È stato candidato cancelliere per Partito Socialdemocratico Tedesco (SPD) alle elezioni federali tedesche del 2013.

## Biografia
Steinbrück si diplomò nel 1968, poi svolse due anni di servizio militare. Nel 1969 si iscrisse all'SPD. Nell'aprile 1970 cominciò a studiare economia e scienze sociali presso l'università Christian Albrecht di Kiel e si laureò in economia nel dicembre 1974.
All'interno dell'SPD, Steinbrück era vicino alle posizioni di Helmut Schmidt e Johannes Rau. Tra il 1974 e il 1976 lavorò per il ministero federale delle infrastrutture, occupandosi di pianificazione regionale. Dal 1976 al 1977 lavorò nel gruppo di pianificazione del ministero federale della ricerca e della tecnologia, dal 1977 al 1978 fu segretario personale dei ministri Matthöfer e Hauff, dal 1978 al 1981 lavorò presso la cancelleria federale nell'ambito della divisione responsabile del ministero della ricerca e della tecnologia.
Nel 1981 lavorò presso il direttorato economico della missione permanente della Repubblica federale di Germania a Berlino Est. Dal 1981 al 1982 fu segretario personale del ministro della ricerca e della tecnologia von Bülow. Dal 1983 al 1985 fu coordinatore responsabile della protezione ambientale per il gruppo parlamentare dell'SPD al Bundestag. Dal 1985 al 1986 fu responsabile per la politica economica nazionale nel gruppo di pianificazione del ministero dell'ambiente e dell'agricoltura della Renania Settentrionale-Vestfalia.

### Carriera politica a livello statale
Dal dicembre 1986 al maggio 1990 Steinbrück fu capo di gabinetto del presidente della Renania Settentrionale-Vestfalia Johannes Rau. Nel giugno 1990 fu nominato segretario di stato nel ministero dell'ambiente e dello sviluppo rurale dello Schleswig-Holstein. Nel maggio 1992 divenne segretario di stato nel ministero dell'economia, della tecnologia e dei trasporti dello Schleswig- Holstein, e nel maggio 1993 fu nominato ministro per l'economia, la tecnologia e i trasporti dello Schleswig-Holstein. Svolse l'incarico fino al maggio 1998.
Nell'ottobre 1998 Steinbrück fu nominato ministro per l'economia, le piccole imprese, la tecnologia e i trasporti della Renania Settentrionale-Vestfalia. Nel febbraio 2000 divenne ministro delle finanze della Renania settentrionale-Vestfalia, e nel giugno 2000 fu eletto membro del parlamento del Land. Nel novembre 2002 fu nominato presidente della Renania settentrionale-Vestfalia. Ricoprì la carica fino alla sconfitta elettorale del giugno 2005, che contribuì alla caduta del governo federale guidato da Gerhard Schröder.

### Ministro federale delle finanze
Nel novembre 2005 Steinbrück fu nominato Ministro delle finanze nell'ambito del governo di grande coalizione SPD-CDU/CSU presieduto da Angela Merkel. Svolse l'incarico fino all'ottobre 2009. Come ministro Steinbrück adottò posizioni e politiche moderate, criticando ad esempio aspramente i piani di stimolo all'economia adottati dal governo britannico e polemizzando con le politiche di tipo keynesiano. Sottovalutò inizialmente la portata della crisi economica mondiale, ritenendola confinata agli Stati Uniti. Successivamente utilizzò denaro pubblico per salvare una società finanziaria tedesca in crisi. Nel complesso la reazione di Steinbrück alla crisi economica e finanziaria è stata valutata positivamente dalla maggior parte degli osservatori, e gli ha valso credibilità politica e popolarità.
Tra il novembre 2005 e il novembre 2009 Steinbrück fu anche vicepresidente dell'SPD.

### Candidato cancelliere
Dall'ottobre 2009 Steinbrück è membro del Bundestag. Il 28 settembre 2012 il presidente dell'SPD Sigmar Gabriel ha annunciato che Steinbrück sarà candidato dall'SPD come cancelliere alle elezioni federali tedesche del 2013. La sua candidatura al cancellierato è stata interpretata come una vittoria dell'ala liberale e centrista del partito. La candidatura è stata approvata formalmente dal congresso del partito il 9 dicembre 2012.
Tra i candidati considerati dal partito, Steinbrück è quello che pare più capace di attrarre gli elettori centristi e moderati delusi dal governo Merkel II. Tra i punti di debolezza della candidatura di Steinbrück al cancellierato, c'è innanzitutto la sua relativa vicinanza alla linea economica del governo Merkel. Steinbrück è inoltre noto per la sua scarsa diplomazia, che lo ha trascinato in alcune polemiche in passato. Infine, Steinbrück gode di un appoggio molto tiepido da parte dell'ala sinistra dell'SPD, e in particolare dei sindacati. Al momento dell'annuncio della sua candidatura, la popolarità di Steinbrück era al 36%.
Steinbrück ha dichiarato di puntare a un governo di coalizione appoggiato da SPD e Alleanza 90/I Verdi e non a una grande coalizione con la CDU/CSU. Steinbrück è a favore del rigore di bilancio, ma ha posizioni più aperte rispetto a Merkel. Appoggia una serie di iniziative contro la speculazione finanziaria, come norme per la separazione dell'attività di raccolta dei risparmi da quella di investimento, e la creazione di un fondo finanziato dalle banche per salvare istituti finanziari in crisi.
Steinbrück è noto per la sua retorica esuberante e per lo stile diretto e spesso poco diplomatico.

## Vita personale
Steinbrück è sposato e ha tre figli.